# Rhodopeziza tuberculata
Rhodopeziza tuberculata — вид грибів, що належить до монотипового роду Rhodopeziza.